# アルンスベルク行政管区
アルンスベルク行政管区またはアルンスベルク県（ドイツ語: Regierungsbezirk Arnsberg）は、ドイツ連邦共和国のノルトライン＝ヴェストファーレン州を構成する行政管区の一つ。
ノルトライン＝ヴェストファーレン州は5つの行政管区によって構成されている。そのうち、アルンスベルク行政管区は州南東部に位置している。行政管区の東がヘッセン州、南がラインラント＝プファルツ州との境になっている。
アルンスベルク行政管区を構成する郡は以下の通り。
1. エンネペ・ルール郡（Ennepe-Ruhr）
2. ホーホザウアーラント郡（Hochsauerland）
3. メルキッシャー郡（Märkischer Kreis）
4. オルペ郡（Olpe）
5. ジーゲン＝ヴィトゲンシュタイン郡（Siegen-Wittgenstein）
6. ゾースト郡（Soest）
7. ウナ郡（Unna）

アルンスベルク行政管区の郡独立市は以下の通り。
1. ボーフム（Bochum）
2. ドルトムント（Dortmund）
3. ハーゲン（Hagen）
4. ハム（Hamm）
5. ヘルネ（Herne）